# Cosmarium angulatum
Cosmarium angulatum  là một loài Song tinh tảo trong họ Desmidiaceae, thuộc chi Cosmarium.